# 黄田镇 (四会市)
黄田镇，是中华人民共和国广东省肇庆市四会市下辖的一个乡镇级行政单位。

## 行政区划
黄田镇下辖以下地区：
黄田社区、江头村、西岸村、万洞村、燕崀村、黄田村和黎崀村。